# Kelly Jones
Kelly Jones (* 3. června 1974) je velšský zpěvák a kytarista. Narodil se jako nejmladší ze tří synů Beryl a Arwyna Jonesových ve vesnici Cwmaman na jihu Walesu, kde spolu se dvěma kamarády, bubeníkem Stuartem Cablem a baskytaristou Richardem Jonesem, začal hrát coververze různých autorů. Trio v roce 1992 založilo skupinu Stereophonics, která roku 1997 vydala své první album. V roce 2007 vydal své první sólové album Only the Names Have Been Changed, na které v roce 2020 navázal koncertním albem Don't Let the Devil Take Another Day a roku 2024 druhou studiovou deskou Inevitable Incredible.